# Toporów (gmina w województwie tarnopolskim)
Toporów – dawna gmina wiejska w powiecie radziechowskim województwa tarnopolskiego II Rzeczypospolitej. Siedzibą gminy był Toporów.
Gminę utworzono 1 sierpnia 1934 r. w ramach reformy na podstawie ustawy scaleniowej z dotychczasowych gmin wiejskich: Hucisko Turzańskie, Stołpin, Toporów, Trójca i Turze.
Po II wojnie światowej obszar gminy został odłączony od Polski i włączony do Ukraińskiej SRR.